# سيكورسكي إتش إتش-60 بايف هوك
إتش إتش-60 بايف هوك (بالإنجليزية: Sikorsky HH-60 Pave Hawk)‏ هي مروحية بحث وإنقاذ من صناعة سيكورسكي للطائرات. تستخدم بشكل أساسي من قبل القوات الجوية الأمريكية. ومازالت في الخدمة حتى الآن. وسعر الطائرة الواحدة منها هو 15.8 مليون دولار.
وهي مشتقة من مروحية يو إتش-60 بلاك هوك ويتضمن سلاح الجو الأميركي مهد برنامج الأنظمة الإلكترونية. وإتش إتش-60 بايف هوك هو عضو في الأسرة سيكورسكي S-70.

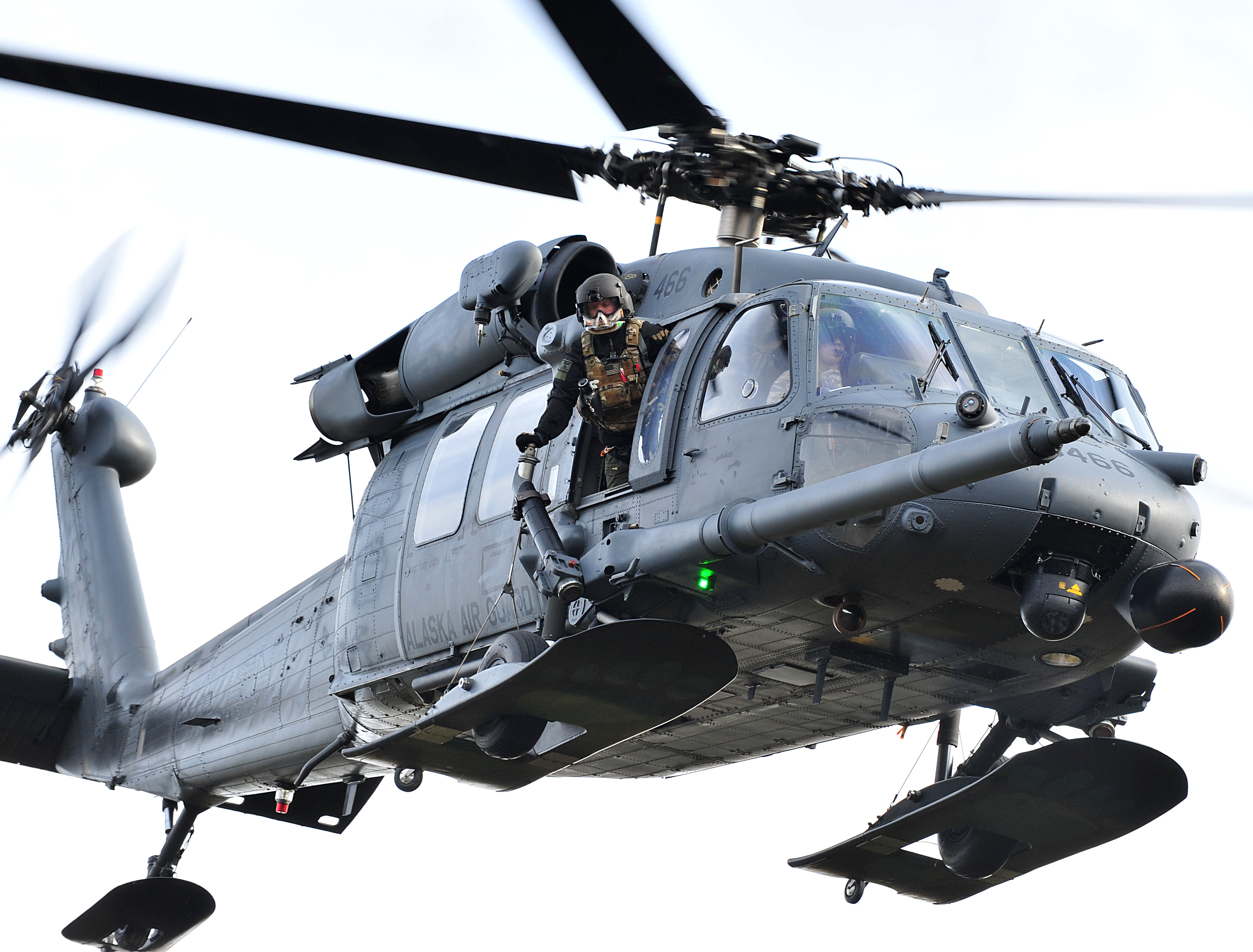

بعثة MH-60G مهد هوك الأساسي هو الإدراج واسعاف أفراد العمليات الخاصة، في حين أن مهمة HH-60G مهد هوك الأساسية هي استرداد الأفراد تحت ظروف ضاغطة، بما في ذلك البحث والإنقاذ. كلا الإصدارين يجري عمليات في الفنها اوفي اليلة وفي بيئات معادية. بسبب تنوعها، قد تنفيذأيضا HH-60G عمليات في وقت السلم. مثل المهام تشمل البحث والإنقاذ المدنية، إخلاء طبي جوي في حالات الطوارئ (الأجلاء الطبي)، الإغاثة في حالات الكوارث، والمساعدات الدولية، وأنشطة مكافحة المخدرات ودعم وكالة ناسا مكوك الفضاء

## تصميم وتطوير
في عام 1981، اختار سلاح الجو الأميركي UH-60A بلاك هوك لتحل محل HH-3E جولي مروحيات العملاق الأخضر. بعد الحصول على بعض UH-60S، بدأ سلاح الجو رفع كل اجراءت لتحقيق مع الهواء للتزود بالوقود وخزانات وقود إضافية في المقصورة. تم تغيير رشاشات من 0.308 في (7.62 ملم) إلى 0.50 في M60s (12.7 ملم) XM218s. وأحيلت هذه الطائرات على أنها "صقور ذات مصداقية"، ودخلت الخدمة في عام 1987. 
بعد ذلك، تم ترقية صقور موثوقة وجديدة UH-60As وعينت MH-60G مهد هوك. وكانت هذه الترقيات ينبغي القيام به في عملية من خطوتين. لكن التمويل سمح فقط 16 هوكس موثوقة لاستقبال المعدات الخطوة الثانية. وتم تخصيص هذه الطائرات للاستخدام العمليات الخاصة. تلقى ما تبقى من 82 هوكس موثوقة الترقية وكانت الخطوة الأولى ترقية المعدات، وكانت تستخدم للبحث والإنقاذ وفي المناطق القتالية. في عام 1991، تم تغيير تسميتها إلى البحث والإنقاذ صقورإتش إتش-60 بايف هوك [HH-60G مهد].

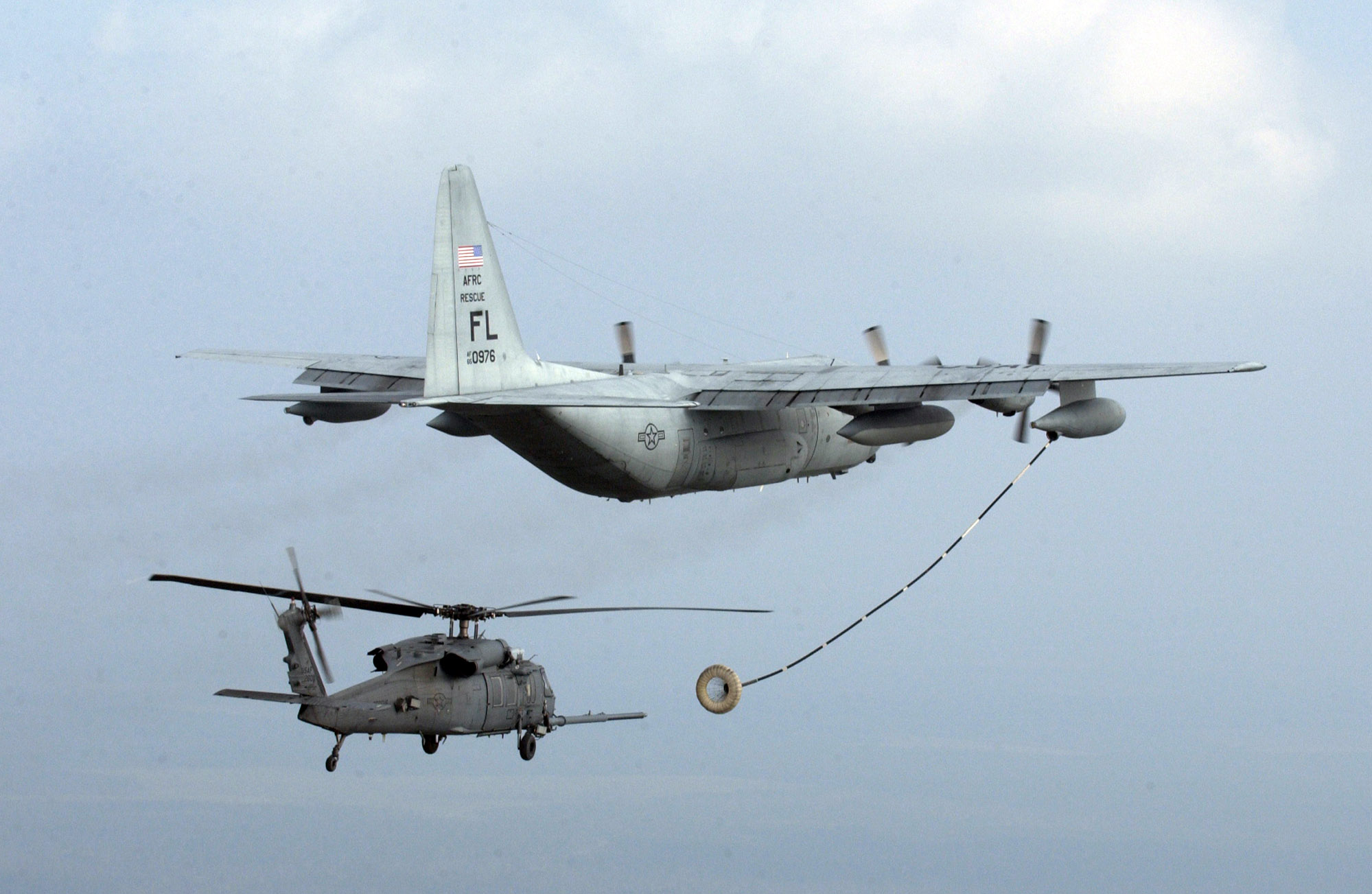
اتش أثناء التزود بالوقود

هوك مهد هو نسخة معدلة من درجة عالية من إتش إتش-60 بايف هوك سيكورسكي الأسود. ويضم جناح الاتصالات ورفع مستواها والملاحة ويتضمن الملاحة بالقصور الذاتي المتكاملة / تحديد المواقع العالمية / دوبلر نظم الملاحة والاتصالات الساتلية وصوت آمن، ومع اتصالات سريعة.
جميع إتش إتش-60 بايف هوك لديها نظام التحكم في الطيران الآلي، والإضاءة الليلية نظارات للرؤية ونظام الأشعة تحت الحمراء ويتطلع أن يعزز إلى حد كبير على مستوى منخفض ليلا. بالإضافة إلى ذلك، بعض صقور مهد لها لون رادار الطقس ومحركا / الدوار وشفرة مضادة للجليد الذي يعطي إتش إتش-60 بايف هوك قدرة في جميع الأحوال الجوية. ومعدات هوك مهمة حيث إتش إتش-60 بايف هوك قابل للسحب في التزود بالوقود أثناء الطيران والتحقيق الداخلي وخزانات الوقود الإضافية، مع اثنين من افراد الطاقم، ورشاش عيار 7.62 ملم، أو رشاشات من عيار 0.50 و1 جنيه 8000 (3600 كلغ) سعة ربط الشحنات. لتحسين قابلية النقل الجوي والعمليات على متن السفن، وجميع إتش إتش-60 بايف هوك قابلة لطي ريش الدوار.
التعزيزات تمهد هوك للقتال وتشمل رادار للإنذار المتلقي، والتشويش والأشعة تحت الحمراء ومضيئة / القشر ومضاد الاستغناء عن النظام وإتش إتش-60 بايف هوك يتضمن معدات الإنقاذ وقدرة رفع قادرة على رفع 600 رطل (270 كيلوغراما) وتحميلها من على ارتفاع 200 قدم تحوم من (60 م)، ونظام تحديد مواقع الأفراد. وقد تم تجهيز عدد محدود من صقور مهد بجهاز استقبال البيانات التكتيكية والافراط في الأفق، والذي هو قادر على استقبال قرب الوقت الحقيقي ومعلومات مهمة والتحديث.

## مهامها عبر التاريخ
وتدير القوات الجوية الأمريكية إتش إتش-60 بايف هوك لقيادة للقتال الجوي (ACC)، في الولايات المتحدة والقوات الجوية في أوروبا (USAFE)، والمحيط الهادئ للقوات الجوية (PACAF)، وللتعليم وقيادة التدريب (AETC)، وقيادة سلاح الجو الاحتياطي (المجلس الثوري)، والحرس الوطني الجوي (ANG) اعتبارا من عام 2011.

## في حرب الخليج
خلال عملية عاصفة الصحراء، وفرت صقور مهد البحث عن القتال، وتغطية خاصة لانقاذ القوات الجوية للتحالف في غرب العراق والسعودية والكويت والخط الساحلي في الخليج العربي. كما وفرت تغطية الطوارئ ولإخلاءللبحرية الأمريكية والجوية والبرية (SEAL)و فرق اختراق السواحل الكويتية قبل الغزو.
خلال عمليات القوات المتحالفة، وفرت هوك مهد المستمر بحث القتالية والتغطية الإنقاذ للقوات الجوية للناتو، ونجحت في استرداد 2 من طياري القوات الجوية الذين كانوا معزولين وراء خطوط العدو.

## في أفريقيا
في مارس 2000،ثلاثة صقور مهد كانت في Hoedspruit القاعدة الجوية في جنوب أفريقيا، لدعم عمليات الإغاثة الدولية من الفيضانات في موزامبيق. طار إتش إتش-60 بايف هوك بعدد 240 بعثة في 17 يوما وسلم أكثر من 160 طنا من إمدادات الإغاثة الإنسانية.

## في المحيط الهادي
سلاح الجو صقور مهدفي مسرح المحيط الهادي كما شارك في جهود الإغاثة الإنسانية الهائلة في أوائل عام 2005 في سريلانكا لمساعدة ضحايا كارثة تسونامي. [5] في خريف عام 2005، واتلانتا وشارك في عمليات الإنقاذ من الناجين من إعصار كاترينا، وانقاذ الآلاف من الأشخاص الذين تقطعت بهم السبل.

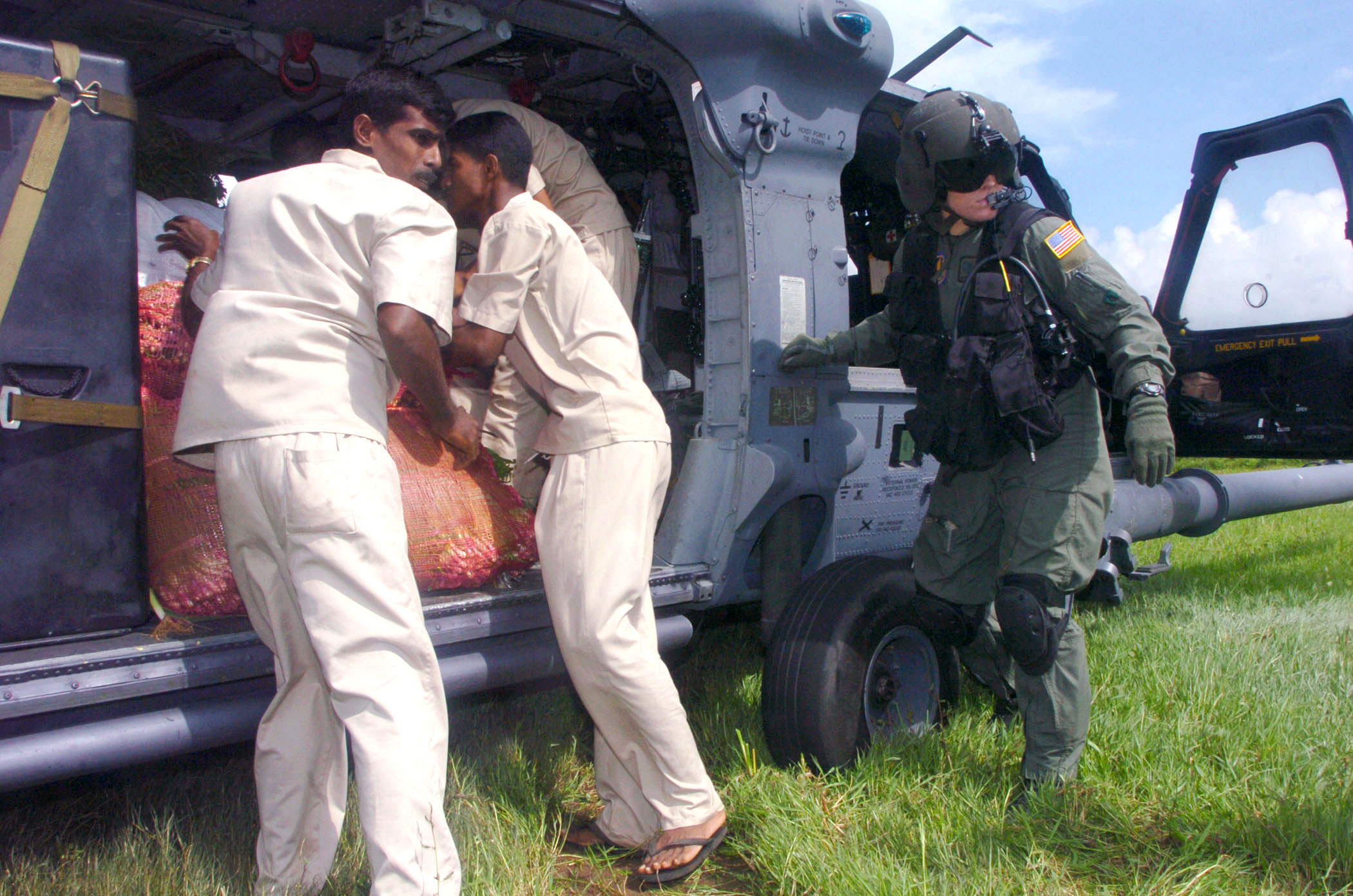
اتش تنقل الموؤن

## تقلصها التدريجي
في مارس 2010، أعلنت القوات الجوية الأمريكية على خطة إعادة الرسملة لانهاء 99 طائرات من المخزون إلى 112 من هياكل الطائرات بواسطة استبدال تدريجي. وبدأت خطة لاستبدال الثانوية فقدان 13 HH-60S، وسبعة منها قد فقدت في القتال منذ عام 2001، 

## الخصائص العامة
- الطاقم: 4 (2 الطيارين ومهندس الطيران، مدفعي)
- السعة: ماكس. طاقم 6، 8-12 جندي، بالإضافة إلى الفضلات و/ أو البضائع الأخرى
- الطول: 64 قدم 10 في (17.1 م)
- قطر الدوار: 53 قدم 8 في (14.1 م)
- الطول: 16 قدم 8 في (5.1 م)
- الوزن فارغة: 16،000 رطل (7260 كلغ)
- ماكس. وزن للإقلاع: 22،000 رطل (9900 كلغ)
- المحرك: 2 × 2 جنرال الكتريك T700-GE-700/701C خالية من التوربينات turboshafts، 1630 SHP (1،220 كيلوواط) كل

### أداء
- السرعة القصوى: 195 عقدة (224 ميل في الساعة، 360 كم / ساعة)
- كروز السرعة: 159 كيلوطن (184 ميلا في الساعة، 294 كم / ساعة)
- المدى: 373 ميل (وقود داخلي)، أو 508 ميل (بالدبابات الخارجية) (600 كلم، أو كم 818)
- خدمة السقف: 14،000 قدم (4267 م)

### تسلح
- 2X 7.62 ملم (0.308 بوصة) أو miniguns